# ジョナタン・ロッシーニ
ジョナタン・ロッシーニ（Jonathan Rossini, 1989年4月5日 - ）は、スイス・ティチーノ州ジュビアスコ出身の元同国代表サッカー選手。現役時代のポジションはDF（CB）。

## 経歴

### サンプドリア
2005年夏、16歳でACベッリンツォーナからイタリアのUCサンプドリアへ移籍。2008年にレガ・プロ・プリマ・ディヴィジオーネ（旧セリエC1）のACレニャーノにレンタル移籍しプロデビュー。その後、さらにセリエBのASチッタデッラ、USサッスオーロへのレンタルで経験を積んだ。
2009年以降はウディネーゼが共同保有権を持ち、2010-11シーズンはサンプドリアに在籍したが、前半戦は出場機会がなく、後半戦は再びサッスオーロにレンタルされた。2011-12シーズン、セリエBに降格したサンプドリアで初めて出場機会を得てクラブのセリエA復帰に貢献した。

### サッスオーロ
2013-14シーズンより、クラブ史上初のセリエA昇格を果たしたUSサッスオーロ・カルチョへ完全移籍の形で復帰した。翌年1月にシーズン終了までパルマFCへレンタル移籍。同年7月22日、セリエBのFCバーリ1908にレンタルで加入することが決定した。その後はFCバーリ1908、サヴォーナFBC、ASリヴォルノ・カルチョへのシーズンローンが続いた。2017-18シーズン前半はUSピストイエーゼ1921で、後半はUSチッタ・ディ・ポンテデーラでプレーする。

## 代表歴
各年代のスイス代表としてプレーし、2010年3月にはウルグアイとの親善試合でA代表デビューを果たした。
その後もU-21代表として、2011年にはUEFA U-21欧州選手権の準優勝を経験。2012年のロンドン五輪は、サンプドリアでの新シーズンを優先してメンバー入りを辞退した。